# 恋をしている/冬がはじまるよ feat.槇原敬之
『恋をしている/冬がはじまるよ feat. 槇原敬之』（こいをしている/ふゆがはじまるよ フィーチャリング まきはらのりゆき）は、日本の音楽グループEvery Little Thingが2007年10月31日に発売した33rdシングル。

## 解説
前作『キラメキアワー』より、約3ヶ月振りのシングルとなり、2004年発売の27thシングル『恋文/good night』以来3年10ヶ月振りの両A面シングル。
「恋をしている」は、「寒い冬を暖かくする」と言うコンセプトの元、制作された。
シングル自体には収録されていない「恋をしている (Acoustic Version)」がミュゥモで限定配信されている。

## 収録曲
1. 恋をしている
（作詞：持田香織 / 作曲：菊池一仁 / 編曲：中村康就）
「サッポロ 冬物語」CMソング
2サビの後の間奏を除くと、エレキギターの音量が抑えられている。
2. 冬がはじまるよ feat. 槇原敬之
（作詞・作曲：槇原敬之 / 編曲：林真史）
槇原敬之をコーラスに迎えてのカバー。
「冬がはじまるよ」が「サッポロ 冬物語」の初代CMソングだったことからカバーされることになった。
3. 恋をしている (Instrumental)
4. 冬がはじまるよ (Instrumental)

## 収録アルバム
恋をしている
- 『Door』
- 『Every Best Single 〜COMPLETE〜』
- 『Every Best Single 2 〜MORE COMPLETE〜』
- 『Every Best Single 2 〜laTe period〜』

冬がはじまるよ feat.槇原敬之
- 『Door』
- 『Every Best Single 〜COMPLETE〜』
- 『Every Best Single 2 〜MORE COMPLETE〜』
- 『Every Best Single 2 〜laTe period〜』